# Владимир Андрић (баритон)
Владимир Андрић (Ваљево, 15. септембар 1972) српски је солиста.
Андрић је солиста опере Народног позоришта у Београду и позоришта Мадленијанум.
У Ваљеву је завршио Нижу музичку школу, одсек клавир, а касније је певао само у хору. Паралелно са студијама на Електротехничком факултету, учио је певање код професорке Оливере Грујић. Када је схватио да ће певање бити његов живот напустио је електротехнику и уписао Музичку академију у Новом Саду код професорке Бисерке Цвејић.

## Оперски репертоар
Од 1996. године стални је члан Народног позоришта у Београду, где је остварио значајна музичка остварења у следећим операма:
- Don Giovanni (Mozart „Don Giovanni”)
- Figaro (Rossini „Il Barbiere di Siviglia”)
- Enrico (Donizzetti „Lucia di Lammermoor”)
- Valentin (Gounod „Faust”)
- Germont (Verdi „La Traviata”)
- Onjegin (Tchaikovsky „Eugene Onegin”)
- Silvio (Leoncavallo „I Pagliacci”)
- Belcore (Donizzetti „L’Elisir d’Amore”)
- Sharpless (Puccini „Madama Butterfly”)
- Papageno (Mozart „Die Zauberflote”)
- Marcello (Puccini „La Boheme”)
- Eisenstein (J.Strauss „Der Fledermaus”)
- Dandini (Rossini „La Cenerentola”)
- Dr Malatesta (Donizzetti „Don Pasquale”)
- John Proctor (европска премијера опере „The Crucible” Roberta Ward-a).[3]

## Награде
- Награда „Davidoff“ за улогу Дандинија у опери „Пепељуга“
- Похвала Народног позоришта у Београду
- Прва награда на такмичењу музичке омладине „Jeunesses Musicales“ у Београду
- Трећа награда на такмичењу интернационалног фестивала „George Enescu“ у Букурешту[3]